# Daniela Piedade
Daniela de Oliveira Piedade (São Paulo, 2 de março de 1979), também conhecida como Dani Piedade, é uma handebolista brasileira, que atua como pivô.

## Trajetória desportiva
Em sua infância morou no bairro de Interlagos e sonhava ser piloto de automobilismo. Começou a jogar handebol na escola.
Ganhou destaque jogando pelo time do Jundiaí e, em 2001, recebeu proposta para se transferir para o Hypo Niederösterreich, da Áustria.
Foi aos Jogos Olímpicos de 2004 em Atenas; de 2008 em Pequim; e de 2012 em Londres.
Em 2012 sofreu um AVC pouco antes de uma partida amistosa de seu clube, o Krim Ljubljana, da Eslovênia; passados três meses, recuperou-se e voltou a jogar.
Participou da conquista da medalha de ouro nos Jogos Pan-Americanos de 2011, em Guadalajara.
Integrou a seleção campeã mundial de handebol de 2013 na Sérvia. O Brasil foi o primeiro país da América a conquistar o título na história do torneio.
Jogou no clube Siófok KC da Hungria de 2014 até 2016.